# Ngwa
Ngwa é um clã dos ibos da Nigéria. Constituem um dos maiores grupos culturais homogêneos e dialeto na Ibolândia, ocupando uma área de aproximadamente 1328 quilômetros quadrados que compõem as divisões administrativas de Aba Urban e Ngwa no estado de Abia.
É composta por seis áreas de governo local, isto foi feito pelo governo para a conveniência administrativa. 